# Fernando Exequiel Verplaetsen
Fernando Exequiel Verplaetsen (n. Buenos Aires, 19 de octubre de 1925 - f. 8 de agosto de 2015), fue un militar argentino, perteneciente al Ejército, que alcanzó el rango de general de brigada, durante la dictadura autodenominada «Proceso de Reorganización Nacional».
Con el rango de coronel, entre 1976 y 1977 fue jefe de Inteligencia del Estado Mayor del Comando de Institutos Militares (Zona 4), con sede en Campo de Mayo, provincia de Buenos Aires; en Campo de Mayo se encontraba el centro clandestino de detención «El Campito». En ese período el comandante de Institutos Militares fue el general de brigada Fernando Humberto Santiago.
El 20 de abril de 2010 el Tribunal Oral Federal N.º 1 de San Martín lo condenó a 25 años de prisión por delitos de lesa humanidad cometidos en Campo de Mayo, junto al ex general de división Reynaldo Benito Antonio Bignone.